# Donje Ratkovo (Ključ, BiH)
Donje Ratkovo je naseljeno mjesto u općini Ključ, Federacija Bosne i Hercegovine, BiH.

## Povijest
Nakon potpisivanja Daytonskog mirovnog sporazuma izdvojeno je istoimeno naseljeno mjesto koje je pripalo općini Ribnik koja je ušla u sastav Republike Srpske.

## Stanovništvo

### Popisi 1971. – 1991.
| Donje Ratkovo      |                |                |                |
| godina popisa      | 1991.          | 1981.          | 1971.          |
| Srbi               | 1.066 (99,81%) | 1.389 (97,67%) | 1.749 (99,03%) |
| Muslimani          | 0              | 1 (0,07%)      | 0              |
| Hrvati             | 0              | 0              | 1 (0,05%)      |
| Jugoslaveni        | 1 (0,09%)      | 28 (1,96%)     | 0              |
| ostali i nepoznato | 1 (0,09%)      | 4 (0,28%)      | 16 (0,90%)     |
| ukupno             | 1.068          | 1.422          | 1.766          |

### Popis 2013.
| Donje Ratkovo      |           |
| godina popisa      | 2013.     |
| Srbi               | 50 (100%) |
| Hrvati             | 0         |
| Bošnjaci           | 0         |
| ostali i nepoznato | 0         |
| ukupno             | 50        |